# Calci hexamin thiocyanat
Calci hexamine thiocyanate là một loại dược phẩm đã được sử dụng trong các chế phẩm mũi. Nó chứa hexamine (hexamethylenetetramine) và thiocyanate. Sự kết hợp này cũng đã được sử dụng để điều trị nhiễm trùng đường tiết niệu.